# Gefitinib
Gefitinib (ZD1839) (handelsnavn:Iressa) er et lægemiddel, der anvendes til bestemte typer af bryst- og lungekræft samt en række andre cancertyper. I Danmark anvendes præparatet på ikke-småcellet lungecancer, som udtrykker EGFR.
Præparatet virker ved at hæmme de protein-/PI3-kinaser, der har betydning for vækst og spredning af kræftcellerne. Præparatet er alene effektivt overfor de cancere, der er karakteriseret ved muterede og overaktiv EGFR.[kilde mangler].

## Eksterne links
- Iressa® på medicin.dk
- Officel hjemmeside Arkiveret 15. maj 2010 hos  Wayback Machine (engelsk)